# チャン・ユンジョン (歌手)
チャン・ユンジョン（張允瀞、장윤정、1980年2月16日 - ）は韓国の女性トロット歌手。ソウル芸術大学放送演劇学科卒。身長は168cm。趣味は映画鑑賞、水泳。本貫は仁同張氏。夫はアナウンサーのト・ギョンワン。

## 来歴
1999年、MBC江辺歌謡祭で「내 안의 넌」の歌唱で大賞を受賞し歌手デビューを果たすが所属事務所や家庭内のトラブルが続き、音源の発売や本格的なプロモーション活動には至らなかった。
役者活動を経て、2003年にシングル「어머나！（オモナ）」で実質デビュー。初動は鈍かったものの、2004年に正規アルバム「オモナ（어머나）」が発表されると、メリハリの利いたタイトル曲「オモナ!」が大ヒットし、ソウル歌謡大賞成人歌謡部門大賞をはじめ、同年の賞レースを総なめにした。2005年にはMBS「音楽キャンプ」で2週1位を獲得。トロット楽曲が地上波音楽番組で首位を獲得するのは1993年のキム・スヒ「愛慕（애모）」以来12年ぶり。
K-POPに押されて中高年にファン層が偏っていたトロット界に、アイドル並みのルックスを持つ新鋭として登場し、トロットの暗いイメージを破る活き活きとした歌唱を見せ、華やかな衣装やダンスを取り入れたため、通常はトロットに見向きもしなかった若年層まで惹きつけた。そのヒットはすさまじく、「オモナ!」をCMソングとして起用したLG電子の携帯電話MP3ミュージックフォンが「オモナフォン」と呼ばれたほどである。自身も「トロット・クイーン」「新世代トロット」と呼ばれるようになり、トロット界の超新星として今後を嘱望される存在となった。
2008年、「チャン・ユンジョン ツイスト」発売。
2009年、南珍とのデュエット「あなたが好き（당신이 좋아）」を発表。
2012年、麗水国際博覧会広報大使に任命。「梧桐島ブルース」発売。10月、2集に収録されている「花（꽃）」日本語版であるシングル「うそつき太陽」で日本デビュー。
2013年2月、日本セカンドシングル「最期の川」発売。MVには美川憲一が友情出演した。5月、KBSアナウンサー、ト・ギョンワンと入籍し、6月に挙式。韓国ギャラップ調査の「今年を輝かせた10大歌手」で3位に入り、少女時代と共に2007年から7年連続でトップ5入りを果たした。
2014年6月、男児出産。8月、所属事務所イヌプロダクションが廃業、コーエンスターズと契約。
2017年3月、シングル「벚꽃길（桜並木）」発売。

## ディスコグラフィ

### 韓国
| 番号  | アルバム名                                                | 発売日         | 代表曲                                                                                                   |
| ----- | --------------------------------------------------------- | -------------- | --- |
| 1集   | オモナ（어머나）                                          | 2004年10月22日 | - オモナ（어머나）                                                                                       |
| 2集   | チャンチャラ（짠짜라）                                    | 2005年5月10日  | - チャンチャラ（짠짜라） - 愛よ（사랑아） - 花（꽃） - さや（콩깍지）                                    |
| 2.5集 | チャン・ユンジョンSpecial Remake（장윤정 Special Remake） | 2006年4月7日   | |
| 3集   | 後で、後でよ（이따, 이따요）                              | 2006年9月28日  | - 後で、後でよ（이따, 이따요） - 初恋（첫사랑） - オブバー（어부바）                                     |
| 4集   | チャン・ユンジョンツイスト（장윤정 트위스트）             | 2008年06月27日 | - チャン・ユンジョンツイスト（장윤정 트위스트） - 心焦がれて（애가타） - 梧桐島ブルース（오동도 블루스） |
| 5集   | オルレ（올래）                                            | 2010年6月11日  | - オルレ（올래） - 招魂 （초혼）                                                                         |
| 6集   | チャン・ユンジョン10周年アルバム（장윤정 10주년 앨범）    | 2012年10月17日 | - 来たわ、来た （왔구나 왔어）                                                                           |
| 7集   | 女子                                                      | 2015年4月22日  | - 絆創膏（반창고） - オー！マイ・ラブ（오! 마이 러브）                                                   |
| 8集   | Préparation (쁘레빠라씨용)                                | 2018年3月12日  | - 木浦市 緩行列車（목포행 완행열차） - 歳月啊（세월아） - 愛本当に...（사랑 참）                         |

### 日本
シングル
- 「うそつき太陽」（2012年10月）
- 「最期の川」（2013年2月）「초혼（招魂）」の日本語詞バージョン

## 受賞歴

### 音楽賞
1999年
- MBC 江辺歌謡祭・大賞

2004年
- スポーツソウル / ソウル歌謡大賞・成人歌謡部門大賞
- KBS KBS / 歌謡大賞・本賞
- MBC 10代歌手歌謡祭・新人賞
- 歌謡大典・トロット部門賞

2005年
- KBS 歌謡大賞・今年の歌手賞
- SBS 歌謡大賞・女性トロット部門賞

2006年
- SBS 歌謡大賞・トロット部門賞
- 国会大衆文化&ビデオ大賞・大衆音楽部門賞

2009年
- 第15回大韓民国芸能芸術賞・成人歌謡歌手賞

2010年
- 第16回大韓民国芸能芸術賞・成人歌謡歌手賞

2011年
- 第20回ソウル歌謡大賞・トロット賞

2012年
- 大韓民国伝統歌謡大賞女性部門大賞

### 歌謡番組1位獲得楽曲
| 年     | 番組                                                                              |
| ------ | --------------------------------------------------------------------------------- |
| 2005年 | - オモナ（어머나） - 2月12日 MBC音楽キャンプ - 2月26日 MBC音楽キャンプ（通算2週） |

## 海外進出
2005年4月には「NHK歌謡コンサート」に招かれ、チマチョゴリを着て「オモナ！」を歌ったほか、2005年9月には林あさ美が「オモナ！」を「恋してオモナ」のタイトルで日本語カバーしたのを受けて、日本のレコード会社からも、演歌界のBoAとして積極的な進出をもちかけられた。
2007年度には公演活動に積極的に海外活動を取り入れ、2007年2月9〜10日にロサンゼルスのオピウムシアターでコンサートを開催。さらに同年3月3日のソウルオリンピックホールを皮切りに、大阪、福岡、京都、東京、札幌、名古屋の日本6都市縦断ツアーを開催した。同年の秋夕には再度訪米コンサートを開催した。
BS日テレの「コリア・サラン～韓流エンタメ情報～」の取材を受け、同番組の2007年2月19日放送回において単独インタビューが放映された。

## エピソード
- MBC『ノンストップ5』の2005年4月21日放送回において、チョ・ジョンリン、ホン・スアと共に、「オモナ・シスターズ」を結成。パーマ頭に派手な衣装で出演し、チョ・ジョンリンの高校時代の友人「チャン・ウォルド」役でコミカルな演技を披露した。

- 2006年12月20日には、ソウル市汝矣島国会議事堂議員会館で開かれた、その年の大衆文化功労者に対して与えられる「国会大衆文化&メディア大賞」授与式に、フィギュアスケートのキム・ヨナらとともに出席し、「大衆音楽部門賞」を受賞。祝賀ミニ・ステージを行った。

- ソウル芸大在学時代にチアリーダーで活躍しダンスのセンスもあるため、専門ダンサーたちに集中レッスンを受け、2006年12月23日ソウル市瑞草区セントロルシティーミレニアムホールで開かれた「イブの警告」ライブと冠したディナーショー「ライライヤ」に露出度の高い派手な衣装で出演し、高校時代の愛唱曲だったパク・ミギョンのナンバーなどを歌い、力強いダンスの実力を披露したほか、「2006 大韓民国歌謡大祭典」においてはフラメンコを披露した。

- 9歳の時にKBS全国のど自慢に参加した経験がある。『当たり前のように出なければならないものだと思って、学校を早退までして参加した』が、年齢のこともあり本戦には出場できなかった[12]。当時の審査員だった作曲家のイム・ジョンスからは「애가타」を提供されている。